# 弗雷德里克·倫諾夫
弗雷德里克·里斯·伦诺夫（丹麥語：Frederik Riis Rønnow，發音：[ˈfʁeðˀʁek ˈʁiˀs ˈʁɶnʌw]；1992年8月4日—），是一名丹麥职业足球運動员，司職守门员，目前效力于德甲俱乐部柏林聯。代表丹麥國家足球隊參加國際賽事。

## 國際賽生涯
在2018年，伦诺夫被選為2018年世界盃的23人名單。
2021年6月，他代表丹麥隊參加2020年歐洲國家盃。
2022年世界盃，伦诺夫獲召入丹麥國家隊最後的26人名單。

## 外部連結
- Soccerway資料庫：弗雷德里克·倫諾夫
- Official Danish League Stats （页面存档备份，存于）